# Porto di Vasto
Il porto di Vasto è uno scalo marittimo commerciale italiano presso cui vengono effettuate operazioni di sbarco/imbarco, stoccaggio e ricariche di ogni genere di merce (rinfuse, solidi, colli, impiantistica). È situato ai piedi del promontorio di Punta Penna a Vasto, in provincia di Chieti, a circa 8 km dal centro cittadino; il suo faro è il secondo più alto in Italia dopo la lanterna di Genova.

## Storia

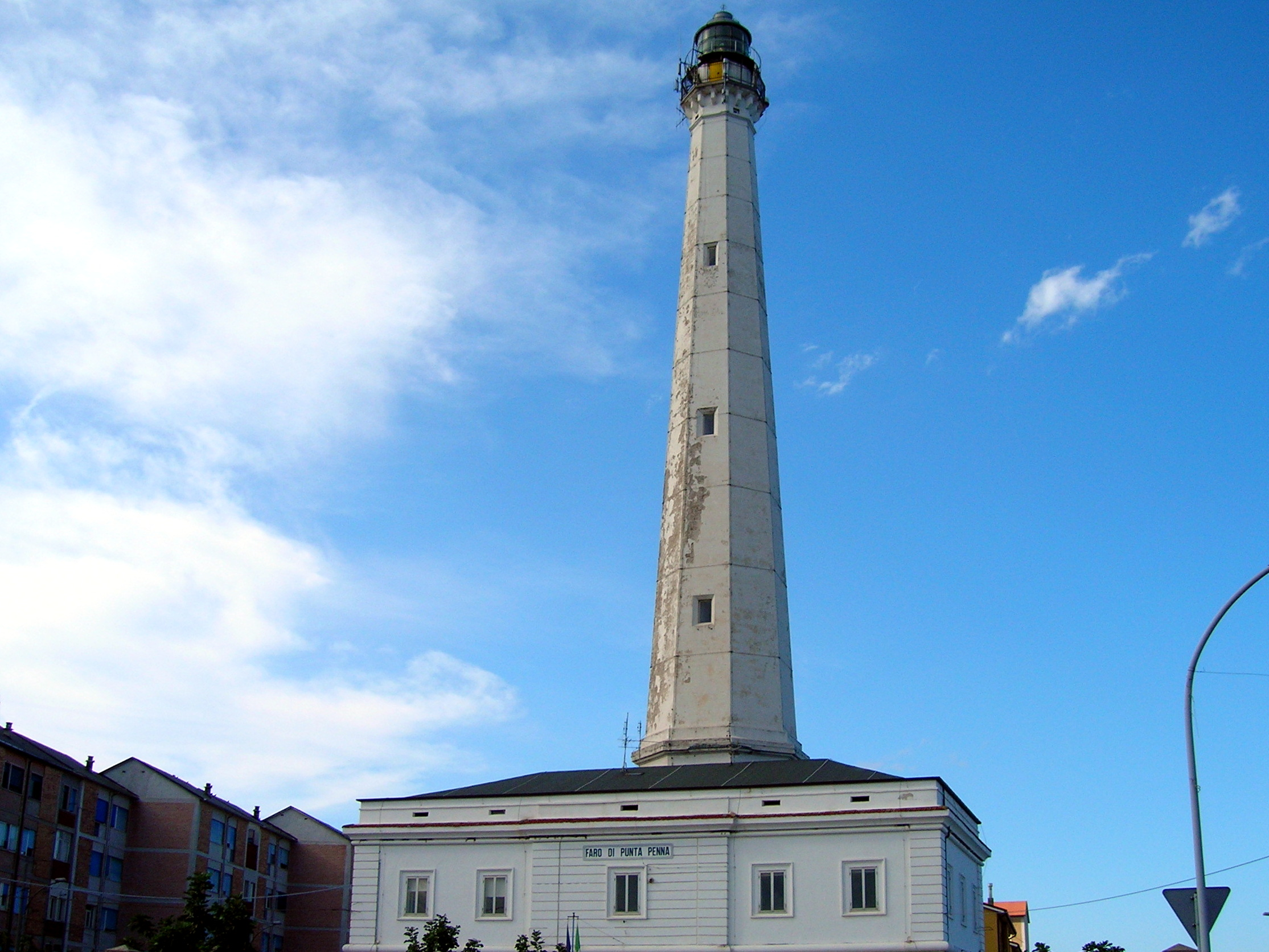
Faro di Punta Penna

Il porto era già usato in epoca italica dai Frentani, e successivamente, dal I secolo a. C. dai Romani. Il porto era il secondo principale della Regio IV Samnium, dopo Ortona, e dopo il crollo di Roma non si hanno più notizie. Documenti attestano tuttavia che il porto continuò a essere attivo anche nel Medioevo, nel 1177 vi approdò papa Alessandro III, e nel 1391 venne fortificato, e descritto presso la località di San Nicola della Meta. Un restauro consistente ci fu all'epoca del dominio Caldora (XV secolo), con ulteriori opere di fortificazione, poiché il porto era oggetto di attacchi degli Ottomani. 
Uno dei più feroci avvenne nel luglio 1566, quando le truppe di Piyale Paşa usarono il porto per accedere alla città alta di Vasto e saccheggiarla. Da allora l'imperatore Carlo V ordinò la ricostruzione del porto con un sistema più innovativo di torri di guardia. Oggi resta infatti la poderosa "torre di Punta Penna".
Nell'800 fu costruita una piccola chiesa per i pescatori, l'attuale Santa Maria di Pennaluce. Nel 1908 per la legge di adeguamento dei porti venne finanziata la costruzione del faro di Punta Penna, con 700 milioni di lire. Dopo il declassamento nel 1921, il porto fu danneggiato nel 1943, e ricostruito nel 1945 insieme al nuovo faro, perché fatto esplodere dai tedeschi. 
Da allora il porto è tornato ad essere uno dei principali dell'Abruzzo, con la costruzione di un piccolo villaggio di pescatori, e lavoratori vari presso il faro. Nel, 2003 fu usato come set del film  Il posto dell'anima.

## Caratteristiche
Costituito da un bacino di circa 90.000 m² su cui insistono 5 banchine per un totale di circa 1.000 metri lineari utili,
nel porto di Vasto trovano ormeggio la flotta peschereccia vastese ed unità che effettuano operazioni commerciali carico/scarico merci alla rinfusa, ivi compresi coils acido solforico e fosforico, biodiesel, gasolio ed oli vegetali vari.
Dal punto di vista dell'entità dei traffici, l'impianto si configura come un porto di interesse regionale, con un movimento merci che si attesta sulle 500-600.000 tonnellate/anno.

## Posizione Geografica
Lat. 42° 10′ 05″ N – Long. 014° 43′ 07″ E

### Punto di ancoraggio per navi mercantili
Lat. 42° 10′ 30″ N – Long. 014° 45′ 30″ E – Area compresa in un raggio di 0,5 miglia da questo punto.

### Punto di ancoraggio per navi con carichi pericolosi/infiammabili/inquinanti
Lat. 42° 10′ 30″ N – Long. 014° 45′ 30″ E – Area compresa in un raggio di 0,5 miglia da questo punto.

### Caratteristiche degli ormeggi
- Banchina di ponente: lunghezza 210 m., nave consentita per l’ormeggio 180 m. fuori tutto, consentito l’ormeggio a navi che trasportano carichi pericolosi, infiammabili ed inquinanti ad una distanza di sicurezza di 50 m. da altre unità.
- Banchina di riva: lunghezza 345 m. massima lunghezza nave consentita per l’ormeggio 180 m. fuori tutto.

Qualche dato di dettaglio:
- Fondo marino: Sabbioso
- Fondali:In banchina:da 4,5 a 6,8 m
- Banchine: 5 della lunghezza di m. 1.000
- Piazzali: m².51.000
- Bacini: 90.000 m².

## Lavori di ammodernamento e sviluppi futuri

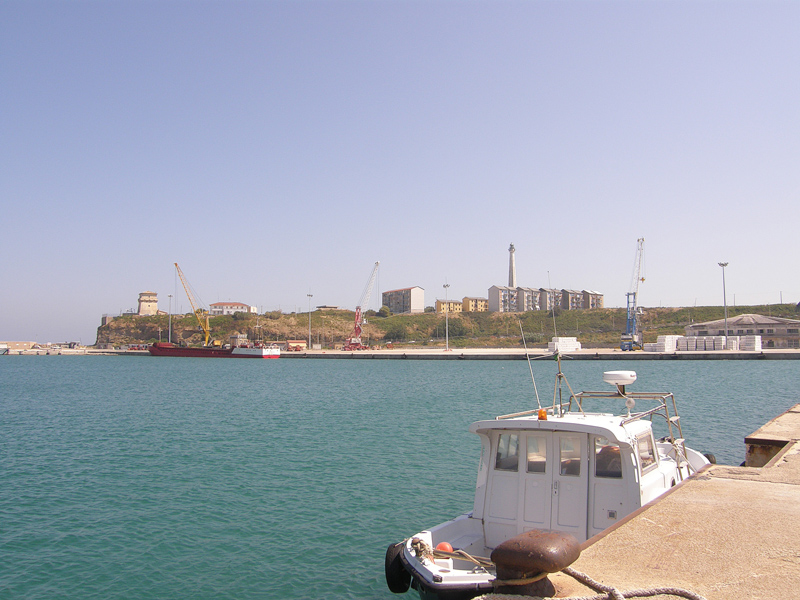
Il porto di Vasto

Il porto di Vasto è dotato di un Piano Regolatore Portuale Approvato già dal 2014.
Così come per il porto di Giulianova, la regione Abruzzo il 10 dicembre 2003 ha siglato un accordo con il governo per l'ammodernamento e l'ampliamento del Porto di Vasto e ad inizio anno 2017 risultano completati i seguenti interventi:
- Realizzazione della nuova banchina di Levante con installazione di videosorveglianza e impianti generali, completata nel settembre 2013[2]

Inoltre sono previsti ulteriori interventi quali:
- il potenziamento attrezzature di movimentazione merci c
- l'ampliamento gli spazi di banchina e dei fondali per il pescaggio delle navi di grande tonnellaggio
- il completamento della preventivata rete viaria.

Negli ultimi anni sono stati compiuti i seguenti interventi: 
- abbattimento ex mercato ittico
- ridefinizione e ampliamento dell’area commerciale e relativa recinzione
- creazione della viabilità per accedere al molo mandracchio e sopraflutto esterna alla circolazione portuale
- rifacimento asfalti
- sostituzione fanali portuali esterni
- implementazione del sistema di videosorveglianza
- controllo remotizzato dei varchi portuali
- dragaggio dell’avamporto
- attivazione del nuovo mercato ittico
- realizzazione e assegnazione dei box pesca
- chiusura radice banchina di levante.

Interventi di prossima realizzazione: 
- ampliamento della banchina di riva di ulteriori 2000 metri quadrati
- dragaggio del bacino portuale a 7 metri e mezzo
- sostituzione dell’illuminazione con fari led
- riqualificazione del molo sopraflutto
- attuazione della prima fase del piano regolamentare prevedente il prolungamento della diga sopraflutto e il raddoppio della banchina di levante
- arrivo della ferrovia in porto.

## Destinazioni Passeggeri
- Isola di San Nicola tramite Navigazione Libera del Golfo (sospeso dal 2016)

## Dati di traffico merci e passeggeri
I seguenti indicatori sono relativi al 2017
| TOTALE MERCI SBARCATE    | 449.794 ton   |
| TOTALE MERCI IMBARCATE   | 127.020 ton   |
| TOTALE NAVI ARRIVATE     | 144           |
| T.S.L. TOTALE NAVI       | 1.194.558 ton |
| TOTALE MERCI MOVIMENTATE | 576.814 ton   |